# Colin Miller
Pour les articles homonymes, voir Colin Miller (hockey sur glace) et Miller.
Colin Miller, né le 4 octobre 1964 à Hamilton en Écosse,  est un joueur de soccer international canadien, qui évoluait au poste de défenseur reconverti en entraîneur.

## Biographie

### Carrière internationale
Colin Miller est convoqué pour la première fois par le sélectionneur national Tony Waiters pour un match amical face à l'Écosse le 19 juin 1983 (défaite 2-0). Le 24 octobre 1984, il marque son premier but en équipe du Canada lors d'un match amical face au Maroc (défaite 3-2).
Il a disputé une Coupe du monde (en 1986). Il a également participé à trois Gold Cup (en 1991, 1993 et 1996).
Il compte 61 sélections et 5 buts avec l'équipe du Canada entre 1983 et 1997.

### Carrière d'entraîneur
Le 27 novembre 2012, Colin Miller est nommé entraîneur du FC Edmonton.
Il est ensuite sélectionneur de l'équipe du Canada de soccer en 2003 puis en 2013, dirigeant celle-ci lors de sa participation à la Gold Cup 2013.

## Statistiques

### Buts en sélection
Le tableau suivant liste tous les buts inscrits par Colin Miller avec l'équipe du Canada.